# غلاسكو الجنوبية الغربية (دائرة انتخابية في المملكة المتحدة)
غلاسكو الجنوبية الغربية  (بالإنجليزية: Glasgow South West)‏ هي إحدى الدوائر الانتخابية في المملكة المتحدة الممثلة في مجلس العموم في برلمان المملكة المتحدة.
عضو البرلمان الذي يمثلها حالياً هو :Mr Ian Davidson (Lab/Co-op).